# Tadeusz Kościuszko
Tadeusz Kościuszko, född 4 eller 12 februari 1746 i Mereszowszczyzna i landskapet Polesien i Polen-Litauen, död 15 oktober 1817 i Solothurn i Schweiz, var en polsk och amerikansk frihetskämpe. Kościuszko deltog i det amerikanska frihetskriget som generalmajor och adjutant åt George Washington och i kampen för ett oberoende Polen i samband med landets andra och tredje delning.

## Paris
Kościuszko studerade måleri 1769-1774 i Paris, vilket sammanföll med Polens första delning 1772 mellan Ryssland, Preussen och Österrike.

## Amerika
År 1776 anlände Kościuszko till Amerika, två månader efter USA:s självständighetsförklaring, och där fick han till uppdrag ett antal fortifikationsprojekt, bland annat uppförande av fästningen West Point vid Hudsonfloden och ett antal andra projekt i sydstaterna som bidrog till USA:s seger. Av den amerikanska kongressen blev han 1783 för sina ingenjörsinsatser utnämnd till brigadgeneral och fick en stor finansiell belöning som han använde till befrielse av svarta slavar och medel för deras utbildning. Thomas Jefferson blev den som genomförde Kościuszkos idéer.

## Polen

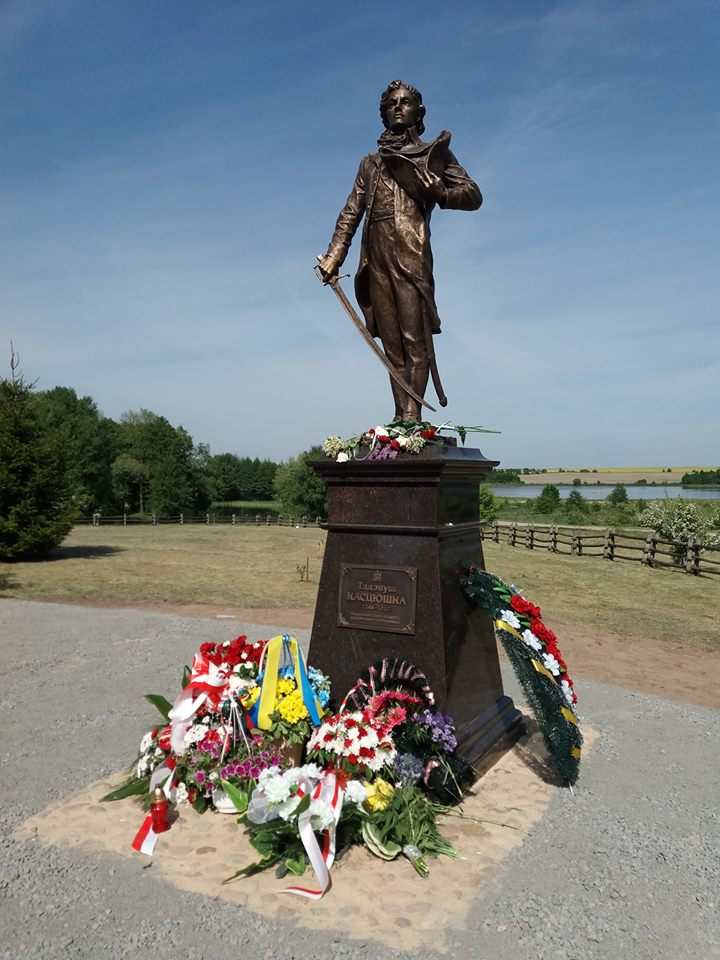
Monument av Kościuszko i Mieračoŭščyna, Vitryssland

År 1784 återvände Kościuszko till Polen där det politiska tillståndet blev allvarligt. När 1788-1792 den polska sejmen beslutade om återuppbyggnad av den polska republiken och att öka de militära styrkorna till 100 000 man från 10 000 som avtalet vid första delningen påbjöd, blev Kościuszko utnämnd till generalmajor. Under det följande polsk-ryska kriget (1792) vann polackerna några slag, men slutligen förlorade kriget, vilket resulterade i Polens andra delning. Kościuszko gick då i landsflykt till Leipzig, Paris och Dresden. 
24 mars 1794-16 november 1795 ledde han Kościuszko-upproret med stort deltagande av illa beväpnade bondebataljoner (med bland annat de legendariska omgjorda liarna som vapen). Upproret misslyckades vilket slutligen ledde till Polens tredje delning 1795 . Polen upphörde som oberoende nation och blev självständigt igen först 1918. Kościuszko blev fängslad, men frigiven av ryssarna 1796.

## Sista år
Efter frigivningen besökte han USA igen men återvände 1797 till Paris där han träffade Napoleon Bonaparte och tackade nej till dennes försök att erbjuda honom en generalstjänst, då Kosciuszko inte litade på Napoleons vilja att återupprätta Polen. Slutligen bosatte han sig i Schweiz till sin död 1817. År 1818 fördes hans kvarlevor till Polen och begravdes i de polska kungarnas slott Wawel i Kraków.

## Eftermäle
För att hedra hans minne har polackerna 1820-1823 rest en kulle (Kopiec Kościuszki) i Kraków. Mt. Kosciuszko i Australien har tilldelats hans namn av den polske upptäcktsresanden Paweł Edmund Strzelecki.